# 隘寮溪 (南投縣)
隘寮溪是台灣中部的其中一條溪流，流經南投縣草屯鎮及彰化縣芬園鄉，是臨近烏溪水系的一員，也是貓羅溪的其中一條支流。
隘寮溪源於草屯鎮路東地區(臺三線以東的區域)的坪頂里，該地為丘陵地形，人煙稀少。因上游多山丘和谷地，固水勢湍急。中下游則是地勢平坦，為烏溪沖積平原，人口稠密，並與臺三線在草屯市中心交會，隨即轉向西北的新庄里、加老里方向，最後在芬園鄉境內注入貓羅溪。
之所以會命名為隘寮溪乃是因為當時開墾的漢人聚落緊臨該溪，附近設有隘勇線因而以此命名。清領時期當地士紳曾經引隘寮溪溪水開鑿舊圳，開闢附近相鄰的土地為水田。